# Vinci (moteur-fusée)
Pour les articles homonymes, voir Vinci.
Le moteur Vinci est un moteur-fusée d'environ 18 tonnes de poussée, brûlant un mélange cryotechnique d'hydrogène liquide et oxygène liquide, destiné à équiper l'étage supérieur des futurs lanceurs moyens/lourds de l'Agence spatiale européenne. Il est développé initialement pour remplacer le moteur HM-7B sur une version évoluée du lanceur Ariane 5. Après l'abandon de cette version fin 2014, finalement il équipe le lanceur Ariane 6 dont il propulse l'étage supérieur. Contrairement à son prédécesseur, le moteur HM-7, le moteur Vinci est réallumable en vol, lui permettant d'atteindre des orbites complexes et multiples lors d'un même lancement.
Le moteur Vinci a réalisé son premier vol le 9 juillet 2024, lors du vol inaugural d'Ariane 6. Il a été allumé deux fois avec succès, mais le troisième allumage prévu n'a pas pu avoir lieu du fait d'une anomalie au niveau de l'APU (Auxiliary Power Unit) de l'étage secondaire.

## Caractéristiques techniques
Il s'agit d'un moteur cryotechnique (hydrogène et oxygène). Sa poussée est de 180 kN pour une impulsion spécifique de l'ordre de 464 secondes.
Il se distingue par sa ligne hydrogène haute vitesse : la vitesse de rotation de la turbopompe hydrogène est de 90 000 tr/min, contre 19 500 pour l'oxygène.
Afin de respecter les critères d'encombrement liés au bâtiment d'assemblage d'Ariane 5, Vinci a initialement été conçu avec un divergent déployable en composite à matrice céramique. Cette technologie permet d'optimiser l'impulsion spécifique en maîtrisant les critères d'espace et de poids. L'abandon du développement d'Ariane 5 ME (Midlife Evolution) pour se concentrer sur Ariane 6 a supprimé la contrainte d'encombrement. Cela permet donc de simplifier la construction du moteur en utilisant un divergent fixe.

## Concepteurs
Développé dans le cadre du programme Ariane 5 Plus de l'Agence spatiale européenne (ESA), Vinci fait appel à l'expertise de nombreux industriels européens sous la direction de la Division Moteurs Spatiaux de Snecma, appelé aujourd'hui ArianeGroup. Les principaux d'entre eux sont :
- Airbus Defence and Space (Allemagne) pour la chambre de combustion ;
- Safran Aero Boosters (société belge du groupe SAFRAN) pour les vannes ;
- GKN (Suède) pour les turbines ;
- Avio (Italie) pour la turbopompe oxygène.
- ULg (Belgique) Site d'essai ESA cryogénique.

Son initiale V lui vient de la ville de Vernon, où il est conçu et produit.

## Historique du développement
Ce moteur devait apparaître à l'horizon 2009, les premières études ont été lancées en juin 1998. Confirmé par le conseil des ministres européens lors des Conseils de l’ESA de Bruxelles en 1999 et d’Edimbourg en 2001, le programme a pris du retard à la suite de l'échec du premier vol de la version ECA (10 tonnes vers l'orbite de transfert géostationnaire) d'Ariane 5 : de nombreux moyens alloués à Vinci ont été réaffectés à Vulcain 2, afin de remettre en vol cette première variante.
Les phases de tests visant à qualifier pour le service le moteur Vinci se sont déroulées au Centre aérospatial allemand (DLR, pour Deutschen Zentrum für Luft- und Raumfahrt) de Lampoldshausen en Allemagne.